# اردک‌لی
وُرتواک (ارمنی: Վորդուակ، ترکی آذربایجانی: Ördəkli اردک‌لی) یک منطقهٔ مسکونی در جمهوری آرتساخ است که در استان کاشاتاق واقع شده‌است.